# Шоу, Рей-Кристи
Рей-Кристи Шоу (англ. Rhae-Christie Shaw, род. 27 ноября 1975, Канада) — канадская шоссейная велогонщица. 

## Карьера
Участвовала на двух Чемпионатах мира — 2011 и 2012 года. В 2012 году стала чемпионкой Канады в дисциплине критериуме на  и завоевала серебряную медаль в индивидуальной гонке на Панамериканском чемпионате по велоспорту 2012 года.

## Достижения
2011
2-й этап (ITT) Тура Лимузена
3-я на Чемпионате Канады — индивидуальная гонка
Тур Бретани
3-я в генеральной классификации
2-й (ITT) и 3-й этапы
6-я на Sea Otter Classic
7-я на Чемпионате мира — индивидуальная гонка
8-я на Туре Гилы
2012
 Чемпионат Канады — критериум
Маунт-Худ Сайклинг Классик
2-я на Чемпионате Канады — индивидуальная гонка
6-я на Хроно Гатино
8-я на Туре Элк-Грова
2013
3-я на Редлендс Классик
6-я на Многодневной гонке Сан-Димас
2015
2-й этап (ITT) Редлендс Классик

## Рейтинги
| Год                 | 2011 | 2012  | 2013 | 2014  | 2015  |
| ------------------- | ---- | ----- | ---- | ----- | ----- |
| Мировой рейтинг UCI | 68-й | 111-й | -    | 442-й | 492-й |
|                     |      |       |      |       |       |
| Источник: UCI       |      |       |      |       |       |